# 2008 în literatură
- 2007 în literatură — 2008 în literatură — 2009 în literatură

2008 în literatură implică o serie de evenimente:

## Celebrări
- 6 februarie: 100 de ani de la nașterea lui Geo Bogza
- 26 septembrie: 100 de ani de la nașterea lui Edgar Papu
- 200 de ani de la nașterea lui Constantin Negruzzi

## Evenimente, lansări
- 29 octombrie: Ediția I a Festivalului International de Literatură de la București [1]

## Cărți

### Literatură
- Harald_Rosenløw_Eeg — Alt annet enn pensum – Orice altceva decât gândire – (roman pentru tineret)
- Nicolae Manolescu, Istoria critică a literaturii române
- Stelian Tănase, ‘’Maestro’’
- Doina Rusti, ‘’Fantoma din moară’’

## Premii literare
- Medalia Premiului NobelPremiul Nobel pentru Literatură — Jean-Marie Gustave Le Clézio

### Premiile Uniunii Scriitorilor
(acordate pentru anul 2007)
- Proză: Horia Ursu, Asediul Vienei, roman
- Poezie: Nichita Danilov, Centura de castitate
- Dramaturgie: Vlad Zografi, America și acustica
- Critică și istorie literară: Paul Cernat, Avangarda românească și complexul periferiei
- Traduceri din literatura universală: Luminița Munteanu pentru romanul lui Orhan Pamuk, Cartea neagră
- Premiul Andrei Bantaș: Radu Pavel Gheo pentru Bătrânul și marea de Ernest Hemingway
- Debut: Tatiana Dragomir (Fotograme) și Alexandra Tomiță (O istorie glorioasă. Dosarul protocronismului românesc)
- Premii speciale: Mircea Cărtărescu (pentru Orbitor) și Șerban Foarță (pentru Cartea Psalmilor pre stihuri retocmită acum de…)
- Literatura în limbile minorităților: Szocs Geza (Limpopo, roman)
- Premiul Național de Literatură: George Bălăiță

### Premiile Academiei Române
(acordate pentru anul 2006)
- Premiul „Titu Maiorescu”: Bogdan Dascălu pentru lucrarea Germanitatea și literele române
- Premiul „Bogdan Petriceicu Hasdeu”: Maria Stanciu-Istrate pentru lucrarea Calcul lingvistic în limba română.
- Premiul „Timotei Cipariu”: Doru Mihăescu pentru lucrarea Cronografele românești și cercetătorii N.A. Ursu și Despina Ursu pentru Împrumutul lexical în procesul modernizarii limbii române literare
- Premiul „Ion Creangă”: Radu Aldulescu pentru romanul Mirii nemuririi și Petru Cimpoeșu pentru lucrarea Cristina domestică și vânătorii de suflete
- Premiile „Lucian Blaga”, „Ion Luca Caragiale” și „Mihai Eminescu” nu au fost acordate.
- Premiul „Vasile Pârvan”: Cornelia Magda Lazarovici și Gheorghe Lazarovici pentru primul volum - Neoliticul- al lucrării "Arhitectura neoliticului și epocii cuprului din România" și Vitalie Barca pentru Istorie și civilizație. Sarmații în spațiul est-carpatic (sec. I î.Hr. - începutul sec. II)".
- Premiul „Alexandru D. Xenopol”: Ludmilei Bacumenco (Rep. Moldova) pentru Ținutul Orheiului în secolele XV-XVI și Ion Țurcanu (Rep. Moldova) pentru Istoria. Receptare, cercetare, interpretare
- Premiul „Nicolae Iorga”: Gheorghe Lazăr pentru Les marchands en Valachie (XVIIe - XVIIIe siecles)
- Premiul „Mihail Kogălniceanu”: Ioana Feodorov pentru Dimitrie Cantemir, The Salvation of the Wise Man and the Ruin of the Sinful World
- Premiul „Dimitrie Onciul”: Florentina Nițu pentru Prețuri de podoabe și orfevrărie din metal prețios în spațiul românesc (secolele XVI-XVII)
- Premiul „Nicolae Bălcescu”: Dinu Bălan pentru Național, naționalism, xenofobie și antisemitism în societatea românească modernă (1831-1866)
- Premiul „Gheorghe Barițiu”: Mirela Fica Andrei pentru La granița Imperiului. Vicariatul greco-catolic al Rodnei în a doua jumătate a secolului al XIX-lea
- Premiul „Eudoxiu Hurmuzaki”: Cornel Stoica pentru Valea Trotușului. Enciclopedie

### Premiile "Manuscriptum"
(acordate de Muzeul Național al Literaturii Române)
- Media Culturală: Teodora Stanciu
- Premiul pentru Ediții Critice: criticul literar Nicolae Mecu.
- Memorialistică: Livius Ciocarlie pentru "Cu dinții de lână
- Traducere: Valentin Volceanov pentru romanul american Întoarcerea lui Rabbit
- Proză: Filip Florian pentru Zilele regelui
- Poezie: Ștefan Manaisa pentru volumul Cartea micilor invazii
- Critică: istoricul literar Eugen Negrici
- Debut: Iulian Costache pentru "Eminescu. Negocierea unei imagini
- Premiului pentru "Instituții culturale": Horia Roman Patapievici
- "Opera Omnia": Ilie Constantin
- Premiul Special: Gabriel Liiceanu pentru Scrisori către fiul meu
- Marele Premiu Manuscriptum: criticul literar Nicolae Manolescu pentru Istoria critică a Literaturii Române

### Alte
- Revista România literară a desemnat Cartea anului 2008 volumul „Iluziile literaturii române” de Eugen Negrici.

## Decese
- 16 ianuarie: Sorin Stati, lingvist român stabilit în Italia (n. 1932)
- 30 ianuarie: Vintilă Corbul, scriitor român (n. 1916)
- 18 februarie: Alain Robbe-Grillet, scriitor francez (n. 1922)
- 19 martie: Arthur C. Clarke, scriitor britanic (n. 1917)
- 19 martie: Hugo Claus, scriitor, regizor belgian (n. 1929)
- 27 martie: George Pruteanu, lingvist, eseist și politician român (n. 1947)
- 15 aprilie: Dan Grigorescu, istoric literar, eseist (n. 1931)
- 20 aprilie: Monica Lovinescu, critic literar și eseist (n. 1923)
- 24 aprilie: Cezar Ivănescu, poet român (n. 1941)
- 6 iunie: Eugenio Montejo, poet venezuelean (n. 1938)
- 10 iunie: Cinghiz Aitmatov, scriitor kîrgîz (n. 1928)
- 3 august: Aleksandr Soljenițîn, scriitor rus, dizident anticomunist și laureat al Premiului Nobel (n. 1918)
- 9 august: Mahmoud Darwish, poet palestinian (n. 1941)
- 16 septembrie: Dan Horia Mazilu, critic literar, estetician și istoric literar român (n. 1943)
- 4 noiembrie: Michael Crichton, autor, medic, producător de film, regizor de film și televiziune, romancier și scriitor de literatură science fiction și horror american (n. 1942)